# 20874 MacGregor
20874 MacGregor este un asteroid din centura principală de asteroizi.

## Descriere
20874 MacGregor este un asteroid din centura principală de asteroizi. A fost descoperit pe 2 noiembrie 2000 la Socorro, New Mexico, în cadrul proiectului LINEAR. Asteroidul prezintă o orbită caracterizată de o semiaxă mare de 2,95 ua, o excentricitate de 0,10 și o înclinație de 2,0° în raport cu ecliptica.